# Laban movement analysis
Laban Análisis de movimiento (LMA), a veces Laban/Bartenieff análisis de movimiento, es un método y lengua para describir, visualizar, interpretar y documentar el movimiento humano. Está basado en el trabajo original de Rudolf Laban, el cual fue desarrollado y extendido por Lisa Ullmann, Irmgard Bartenieff, Warren Cordero y otros. LMA surge de diversas fuentes, incluyendo anatomía, kinesiología y psicología. Es utilizado por bailarines, actores, músicos y atletas; por profesionales de la salud como terapeutas físicos y ocupacionales y psicoterapeutas; y en antropología, desarrollo de liderazgo y consultoría empresarial.
Labanotation (O Kinetography Laban), es un sistema de notación para grabar y analizar movimiento. Se utiliza en LMA, pero es un sistema diferente.

## Categorías de movimiento
Laban Análisis de movimiento se divide generalmente en cuatro categorías:
- Cuerpo (Bartenieff Fundamentals, conectividad de cuerpo total)
- Esfuerzo (dinámica energética)
- Forma
- Espacio (coréutica, armonía espacial)

Otras categorías son ocasionalmente mencionadas en alguna literatura, como relación y fraseo, aunque están menos definidas y relacionadas. La relación es la interacción  entre personas, partes de cuerpo o una persona y un objeto. Fraseo es la expresión personal de un movimiento.

Ejemplo de organización de las categorías de análisis del movimiento de Laban.

Estas categorías son ocasionalmente divididas entre cinemáticas y no cinemáticas para distinguir qué categorías se refieren a cambios relaciones de cuerpo con el tiempo y el espacio.

Organización de categorías de análisis de movimiento Laban en cinemáticos y no cinemáticos.

### Cuerpo
La categoría de cuerpo describe características estructurales y físicas del cuerpo humano en movimiento. Esta categoría es la responsable de describir qué partes de cuerpo se están moviendo, qué partes están conectadas, cuáles son influidas por otros, y declaraciones generales sobre la organización del cuerpo.
Varias subcategorías de cuerpo son:
- Iniciación del movimiento que empieza por partes concretas;
- Conexión de cuerpos diferentes entre ellos;
- Secuenciación de movimiento entre partes del cuerpo; y
- Patrones de organización de cuerpo y conectividad, llamados "patrones de conectividad cuadrada de cuerpo total", "patrones de hipermovimiento", o "patrones de formas neuromusculares".

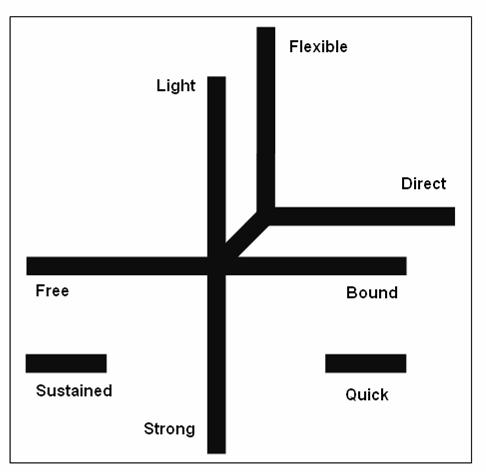
Gráfica de esfuerzo de Laban con elementos de esfuerzo etiquetados.

Esfuerzo, o lo que Laban a veces describe como dinámicas, es un sistema para comprender las características más sutiles sobre movimiento con respeto a la intención interior. La diferencia entre pegar alguien con rabia y coger un vaso es leve en términos de organización de cuerpo – ambos se basan en la extensión del brazo. La atención a la fuerza, el control y el tiempo del movimiento son muy diferentes.
El esfuerzo tiene cuatro subcategorías (factores de esfuerzo), cada cual con dos polaridades opuestas (elementos de Esfuerzo).
| Factor de esfuerzo | Elemento de esfuerzo (Luchando polaridad) | Elemento de esfuerzo (Indulging polaridad) |
| ------------------ | ----------------------------------------- | ------------------------------------------ |
| Espacio            | Directo                                   | Indirecto (flexible)                       |
| Peso               | Fuerte                                    | Ligero                                     |
| Tiempo             | Repentino (rápido)                        | Sostenido                                  |
| Flujo              | Rebote                                    | Libre                                      |

Laban nombró la combinación de las primeras tres categorías (Espacio, Peso, y Tiempo) las Acciones de Esfuerzo. Los Esfuerzos de Acción han sido utilizados extensamente en algunas escuelas de teatro, incluyendo ALRA, Escuela de Mánchester de Teatro, LIPA y Universidad de Londres de Música  para entrenar en la capacidad de cambiar deprisa entre manifestaciones físicas de emoción.
El flujo por otro lado, es responsable de la continuidad del movimiento. Sin esfuerzo de flujo, el movimiento tiene que ser contenido en una iniciación sola y acción.

### Forma
Mientras la categoría de Cuerpo principalmente desarrolla conexiones entre el cuerpo y el espacio, la manera en que el cuerpo cambia su forma durante el movimiento está más estudiado en la categoría de Forma. Es importante de recordar que todas las  categorías están relacionadas, y la forma es a menudo un factor integrador que combina las categorías en movimiento significativo.
Hay varias subcategorías en forma:
- "Formas" describen formas estáticas que el cuerpo toma.
- "Modos de Cambio de Forma" describen la manera en que el cuerpo está interaccionando y la relación del cuerpo con el entorno. Hay tres Modos de Cambio de Forma:
  - Flujo de forma: Representando la relación del cuerpo consigo mismo.
  - Direccional: Representando una relación donde el cuerpo está dirigido hacia alguna parte del entorno.
  - Talla: Representando una relación donde el cuerpo está activamente y tren tres dimensiones  interaccionando con el volumen del entorno.
  - "Calidades de forma" describe la manera en que el cuerpo está cambiando (en una manera activa) hacia algún punto en el espacio. 
  - "Soporte de Flujo de la forma" describe la manera en que el torso (principalmente) puede cambiar de forma para apoyar movimientos en el resto del cuerpo.

### Espacio
Una de las contribuciones fundamentales de Laban Análisis de Movimiento (LMA) son sus teorías de Espaciales. Esta categoría implica movimiento en conexión con el entorno, y con patrones espaciales, caminos, y líneas de tensión espacial. Laban describió un sistema complejo de la geometría basada en formas de cristales, sólidos Platónicos, y la estructura del cuerpo humano. Sienta que  había maneras de organizar y moverse en el espacio específicamente armoniosas, en el mismo sentido que la música puede ser armoniosa. Algunas combinaciones y organizaciones eran teóricamente y estéticamente más eficaces. Como sucede con la música, la armonía Espacial a veces toma la forma de conjunto de escalas de movimiento dentro de formas geométricas. Estas escalas pueden ser practicadas para refinar la gama de movimiento y revelar preferencias de movimiento individual. La profundidad abstracta y teórica de esta parte del sistema es a menudo considerado mucho más grande que el resto del sistema. En términos prácticos,  hay mucho de la categoría Espacial que  no contribuyen específicamente a las ideas de Armonía Espacial.
Esta categoría también describe y anota elecciones que se refieren específicamente al espacio, prestando atención a:
- Kinesphera: El área que el cuerpo está moviendo dentro y cómo el bailarín está prestando atención a él.
- Intención espacial: las direcciones o puntos en el espacio que el bailarín está identificando o utilizando.
- Observaciones geométricas de dónde el movimiento está siendo hecho, en plazos de énfasis de direcciones, sitios en el espacio, movimientos de plano etc.

La categoría Espacial está actualmente en continuo desarrollo, sobre todo desde que la exploración de la geometría no euclidiana y la física ha evolucionado.

## Uso en la interacción ordenador humano
LMA se utiliza en Interacción de Ordenador Humano como medio para extraer características útiles del movimiento para ser de entendido por un ordenador, así como para generar animación de movimiento realista para robots y agentes  virtuales.

## Estudio formal
Los practicantes de análisis del movimiento y educadores que estudian en LIMS, miembro acreditado de la Asociación Nacional de Escuelas de Baile (NASD), obtienen el título de "Analistas de Movimiento Certificados" (CMAs).
Laban/Bartenieff y Estudios Internacionales Somáticos™ (LSSI), es un programa de formación aprobado de ISMETA, y ofrece Análisis de Movimiento y Formación Práctica Somática, que cualifica “Analistas de Movimiento Certificado & Practicantes de Somática” (CMA-SPs).
Otros cursos ofrecen estudios de LMA, incluyendo Estudios de Movimiento Integrado, el cual cualifica como "Analistas de Movimiento Laban/Bartenieff Certificado" (CLMAs).

## Consultar también
- Benesh Notación de movimiento
- Coreografía
- Notación de baile
- Agencia de Notación del baile
- Laban Estudios de movimiento
- Laban Símbolos de notación
- Lea Anderson
- Descripción de motivo

## Otras lecturas
- Bartenieff, Irmgard, y Dori Lewis (1980). Movimiento de cuerpo; Soportando el Entorno. Nueva York: Gordon y Ruptura.
- Dell, C., Un Primer para Descripción de Movimiento que Utiliza Forma/de Esfuerzo, Agencia de Notación del Baile, Nueva York, 1975.
- Hackney, Peggy (1998) Haciendo Conexiones: Integración de Cuerpo Total a través de Bartenieff Fundamentals, Routledge Editores, Nueva York. ISBN 90-5699-591-X
- Cordero, Warren (1965). Postura y Gesto; Una Introducción al Estudio de Comportamiento Físico. Londres: Gerald Duckworth.
- Cordero, Warren, y Watson, E. (1979). Código de cuerpo; El Significado en Movimiento. Londres: Routledge & Kegan Paul.
- Moore, Carol Lynne (1982). Ejecutivos en acción: Una Guía a Decisión Equilibrada@–haciendo en Administración. Estover, Plymouth: MacDonald & Evans. (Primero publicado tan Acción Profiling, 1978.)
- Moore, Carol Lynne y Kaoru Yamamoto (1988). Allende Palabras. Nueva York: Gordon y Ruptura.
- Newlove, J. & Dalby, J. (2005) Laban para Todo, Nick Hern Libros, Londres. ISBN 978-1-85459-725-0